# Friedrich Dorn (Manager)
Friedrich Alwin Dorn (* 26. März 1906 in Gotha; † 16. März 1970) war ein deutscher Manager in der Zellstoffindustrie. In der Zeit des Nationalsozialismus war er SS-Sturmbannführer und als Ministerialdirigent im Reichswirtschaftsministerium für die Papier- und Zellstoffindustrie verantwortlich. Dorn war u. a. Generaldirektor der Ost-Faser GmbH, die die besetzten Ostgebiete ausbeutete. Nach Kriegsende war er Vorstandsvorsitzender der Zellstoff-Fabrik Waldhof AG und hatte verschiedene Ämter in Aufsichtsräten und Verbänden inne.

## Leben
Friedrich Alwin Dorn wurde als Sohn eines Kaufmanns geboren, besuchte eine Oberrealschule und absolvierte danach eine Lehre zum Kaufmann. Er studierte Betriebswirtschaft an der Handelshochschule Berlin, wo er 1927 das Examen als Dipl.-Kfm. ablegte. 1934 wurde er ebendort mit einer Arbeit zur „Rentabilität der deutschen Zellstoffindustrie“ promoviert.
1934 trat Dorn in die SS (SS-Nummer 207.390) ein, am 18. Februar 1937 beantragte er die Aufnahme in die NSDAP und wurde zum 1. Mai desselben Jahres aufgenommen (Mitgliedsnummer 5.378.164). Im Vierjahresplan war Dorn Sachverständiger für Zellstoff und Papier. In der SS erreichte Dorn den Rang eines SS-Sturmbannführers. Eine ihm angebotene Versetzung zu Oswald Pohl in das SS-Wirtschafts- und Verwaltungshauptamt, die mit einer Beförderung zum SS-Standartenführer einhergegangen wäre, lehnte er ab. Dorn blieb stattdessen „einer der engsten Mitarbeiter“ von Hans Kehrl im Reichswirtschaftsministerium, wo Dorn „Reichsbeauftragter für Papier- und Verpackungswesen“ war. An der 1935 in Wirtschaftshochschule Berlin umbenannten Handelshochschule Berlin wurde Dorn zudem Dozent.
Nach dem Zweiten Weltkrieg wurde Dorn 1953 bei der zum Hoechst-Konzern gehörigen Kalle & Co. AG eingestellt, wo er dem Vorstand angehörte. Ende 1956 wechselte er als Vorstandsvorsitzender zur Zellstoff-Fabrik Waldhof AG. Mit Hinweis auf Dorns SS-Rang und seine Beteiligung an der Ausplünderung der besetzten Ostgebiete durch die Leitung der Ostfaser GmbH wurde er zusammen mit 1.800 Wirtschaftsführern, Politikern und führenden Beamten der Bundesrepublik Deutschland im erstmals 1965 veröffentlichten Braunbuch der DDR aufgelistet. Dorn war bis zu seinem Tod im Alter von fast 64 Jahren Vorstandsvorsitzender der Zellstoff-Fabrik Waldhof AG.
Dorn ist Ehrensenator der Wirtschaftshochschule Mannheim.

## Veröffentlichungen
- Friedrich Dorn: Probleme der gelenkten Wirtschaft. de Gruyter, Berlin 1942.
- Friedrich Dorn (Hrsg.): 75 Jahre Zellstoff. Hoppenstedt, Darmstadt 1959. (Veröffentlichung anlässlich des 75-jährigen Jubiläums der Zellstoffabrik Waldhof.)